# Васильев Враг
Васи́льев Враг — село в Арзамасском районе Нижегородской области. Входит в состав Выездновской сельской администрации.
Село расположено между шоссе Арзамас — Ардатов и Арзамас — (с селом Скорятино) Дивеево, в 8 км к юго-западу от города Арзамаса.
На северо-востоке к селу примыкает деревня Охлопково.
Соединяется шоссейной дорогой на востоке с шоссе Ардатов — Дивеево, грунтовой просёлочной дорогой на западе (9 км). К северной окраине подходит овраг.

## Население
| 1999 | 2002 | 2010 |
| ---- | ---- | ---- |
| 437  | ↘397 | ↗410 |

## Церковь
В селе располагается действующая церковь Рождества Христова. Престолы: Рождества Христова. Год постройки — 1857.

## Производство
С 1950-х гг. существует колхоз имени Чкалова, процветавший в 1980-е. Колхоз имел свои пекарню, кондитерский цех, теплицы, сушильный завод, на котором коптили мясо, делали колбасу.

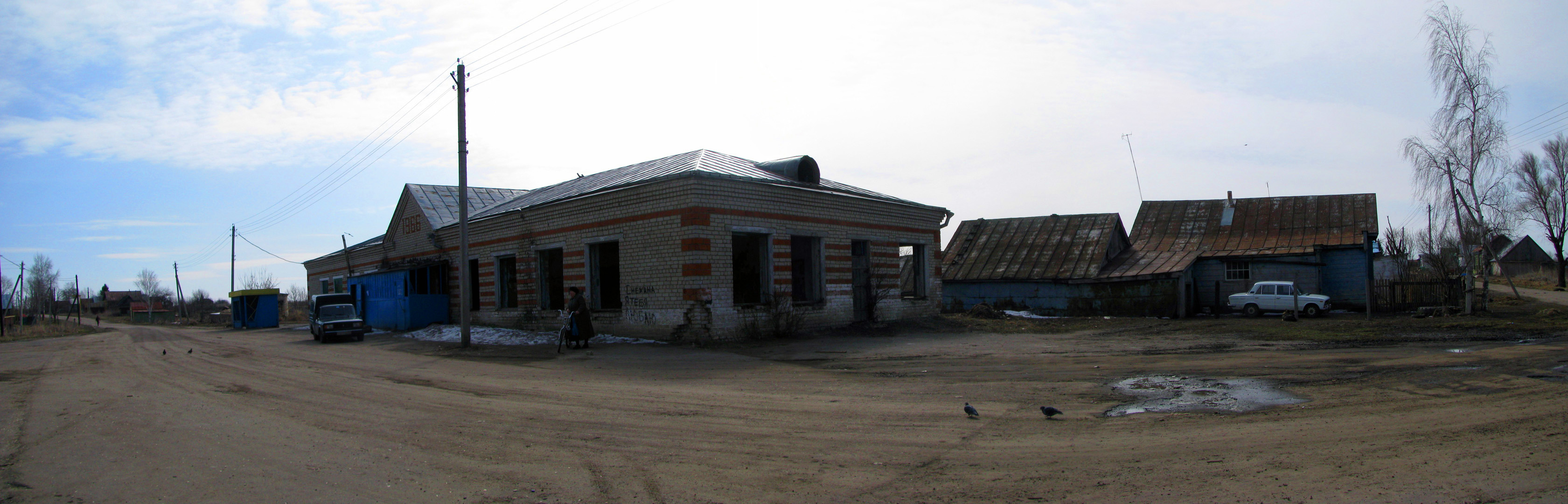
Магазин

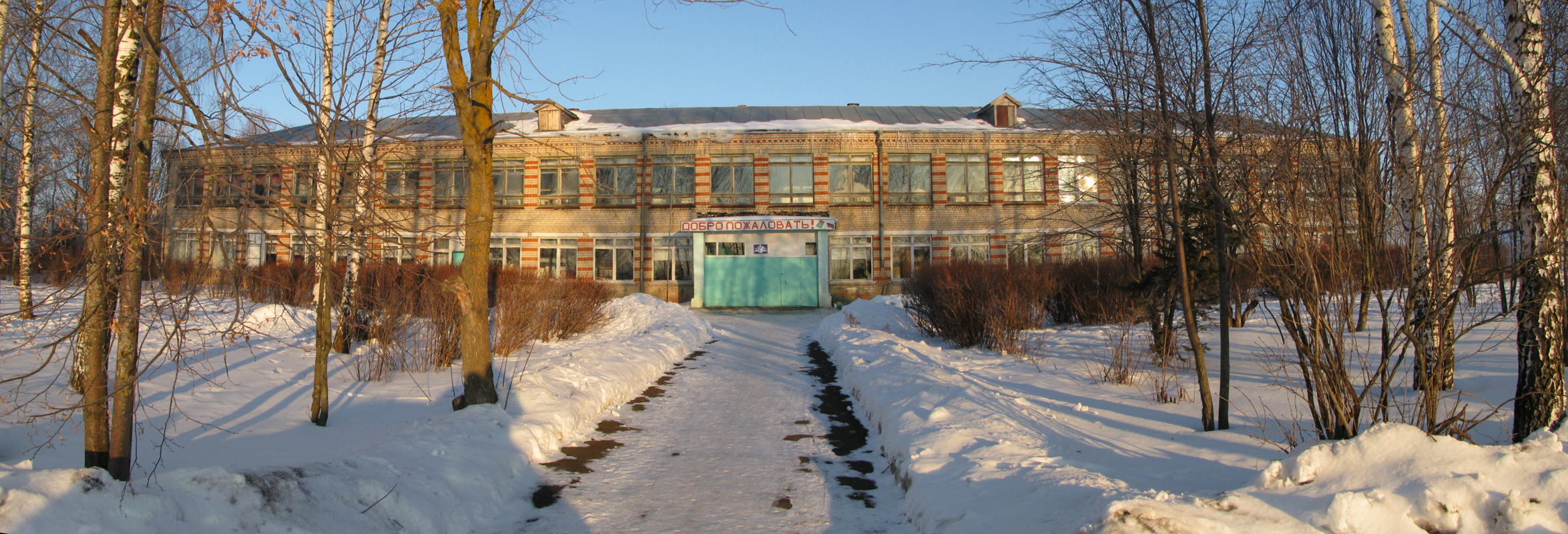
Васильевражская школа

С 1992 года колхоз стал разоряться, исчезли пекарня и кондитерский цех. Урожайность полей резко упала. На животноводческой ферме не хватало кормов. Дойное стадо сократилось наполовину, осталось 350 коров. Свиноферму продали, чтобы выплатить зарплату рабочим. В 2001 году новый председатель колхоза В. А. Шубин. попытался поднять хозяйство, начав с ремонта животноводческой фермы. В результате надои возросли вдвое, положение улучшилось.
С 9 января 2006 года руководителем предприятия назначается Галина Владимировна Устинова, а 1 июля создается ООО имени Чкалова, в которое входят Васильев Враг, деревня Охлопково и рабочий посёлок Выездное.
На 2006 год общая площадь зерновых — 903 гектара.
Дойное стадо фермы в Васильевом Враге — 270, а всего — 400 голов крупного рогатого скота.
Дойное стадо фермы в Выездном — 205 голов.
Молочная продукция отправляется в Шатовку и на Березовский молокозавод.